# Offenes ExTempore für Bildkunst im Berchtesgadener Land
Ein Offenes ExTempore für Bildkunst im Berchtesgadener Land wird seit 2012 in der Regel für ein verlängertes Wochenende (Donnerstag bis Sonntag) innerhalb des Landkreises Berchtesgadener Land von bzw. in den Gemeinden der namensgebenden Landkreisregion Berchtesgadener Land veranstaltet. 2018 und 2020 zeichneten der Nationalpark Berchtesgaden, 2021 der von Bartl Wimmer in Bischofswiesen betriebene Kulturhof Stanggaß und 2023 erstmalig Marktschellenberg als letzte der fünf Gemeinden des Berchtesgadener Landes als Veranstalter.

## Geschichte
Initiiert wurde diese Kunstveranstaltungsreihe ab 2012 von dem Maler, Galeristen und Kunsterzieher Peter Karger, der seither für die Veranstaltungen auch deren Organisation übernommen hatte. Unterstützt wurde und wird er dabei von Schülern und Studierenden der CJD Christophorusschulen Berchtesgaden, an denen er bis zu seinem Eintritt in den Ruhestand 2016 für den Kunstunterricht zuständig war. Als Hauptveranstalter und Schirmherrn fungierten innerhalb des Berchtesgadener Landes die jeweiligen Gemeinden bzw. deren Bürgermeister, die auch entsprechende Räume für das Finale mit Hängung und Prämierung der innerhalb weniger Tage entstandenen Werke zur Verfügung stellten. Der Jury gehörten jeweils fünf bis sechs Bildende Künstler aus Deutschland, Italien, Kroatien und Österreich an.
Für die Teilnehmer dieser Extempores werden Preise in Form von Geldprämien (Grand Prix mit 2000 Euro sowie 1. bis 3. Hauptpreis à 1000, 750 und 500 Euro) und seit 2014 zusätzlich in Form von Gutscheinen für Hotelaufenthalte im Wert von 1500 und 1000 Euro ausgelobt, womit wiederum die Sponsoren das jeweils von ihnen prämierte Werk erwerben. In der Jugendwertung gibt es Geldpreise zwischen 200 und 100 Euro sowie für die teilnehmenden Kinder zahlreiche Sachpreise. Die Anzahl der Teilnehmer schwankte bislang von 60 bis an die 150 Personen aus bis zu fünf Nationen, darunter auch stets einige ausgebildete bzw. professionelle Bildende Künstler und Künstlerinnen.
Die ersten fünf Extempores (2012–2016) folgten jeweils an einem Juni-Wochenende im Jahresabstand aufeinander, danach erst 2018 das nächste und anschließend 2020 erstmals im Winter sowie 2021 erstmals im Herbst die derzeit letzten Extempores dieser Art.

### Bisherige Veranstaltungsorte
- 2012: Ramsau bei Berchtesgaden (21. – 24. Juni).[1][2][3]
- 2013: Berchtesgaden (20. – 23. Juni).[1][4][5]
- 2014: Ramsau bei Berchtesgaden (29. Mai – 1. Juni).[1][6][7]
- 2015: Schönau am Königssee (18. – 21. Juni).[1][8][9]
- 2016: Bischofswiesen (23. – 26. Juni).[1][10][11]
- 2018: Berchtesgaden; zusammen mit dem Nationalpark Berchtesgaden anlässlich seines 40-jährigen Jubiläums im Haus der Berge (21. – 24. Juni).[1][12][13]
- 2020: Berchtesgaden; erneut in Kooperation mit dem Nationalpark Berchtesgaden für das 1. Winterextempore (13. – 16. Februar).[1][14]
- 2021: Bischofswiesen; erstmalig in Kooperation mit dem von Bartl Wimmer betriebenen Kulturhof Stanggaß im Bischofswieser Ortsteil Stanggaß für das 1. Herbstextempore (11.–14. November).[1][15][16]
- 2023: Marktschellenberg (22. – 25. Juni).[1][17][18]

## Konzept
- Die Teilnahme an einem Extempore für Bildkunst im Berchtesgadener Land steht unabhängig von irgendwelchen Vorgaben allen offen.
- Dauer der Veranstaltung: Vier aufeinander folgende Tage von Donnerstag bis Sonntag anfangs durchgehend im Juni eines Jahres (2020 im Februar, 2021 im November).
- In der Zeit von Donnerstag bis Samstag können von den Teilnehmern je ein leerer Bildträger (Papier, Leinwand o. ä.) vorgezeigt, abgestempelt und anschließend unter einer von zwei Themenvorgaben bearbeitet abgegeben werden. Zur Wahl stehen jeweils zwei Themen mit Bezug zur Gemeinde bzw. zur Region.
- Am Sonntag folgt dann die Hängung der von Donnerstag bis Samstag entstandenen Werke und deren Prämierung durch Geld- und Hotelpreise diverser Sponsoren. Der Hauptpreis wird von der jeweiligen Gemeinde als Hauptveranstalter gestiftet und bedingt zugleich den Erwerb des damit ausgezeichneten Werkes.